# Џорџ Вела
Џорџ Вилијам Вела (рођен 24. априла 1942) је малтешки политичар и десети и актуелни председник Малте .  Био је малтешки министар спољних послова од 1996. до 1998. године, под премијером Алфредом Сантом,   и под премијером Џозефом Маскатом од 2013. до 2017. године. Инаугурисан је као 10. председник Малте 4. априла 2019.

## Детињство, младост и породица
Веља је рођена 1942 у Зејтуну . Ожењен је са Миријам (рођеном Грима). Има две кћерке и сина и још седморо унучади.  
Веља је стекао акредитицају као доктор медицине 1964. године, а добио је и сертификат из области ваздухопловне медицине у Фарнборгу (УК) и радио је као специјалиста породичне медицине. 

## Каријера

### Лабуристичка партија
Веља се придружио Лабуристичкој партији (ЛП) и започео своју посланичку каријеру 1976. године. Потом је изабран за посланика у парламенту у јануару 1978, а бивао је реизабран током општих избора 1981, 1992, 1996, 1998, 2003, 2008. и 2013. године. Као посланик у парламенту, представљао је 3. и 5. изборни округ.  

### Службовање у иностранству
Године 1978. Веља је био заменик посланика Парламентарне скупштине Савета Европе и известилац о загађивању мора из поморских извора на Конференцији локалних и регионалних власти Европе (КЛРВЕ). Од јануара до маја 1987. био је стални представник Малте у Савету Европе. 

### Заменик председника странке
Године 1992. Веља је изабран за заменика председника Лабуристичке партије за парламентарне послове и портпарола за спољне послове. Био је потпредседник Парламентарне групе пријатељства ЕУ и Малта.  
Од 1995. до 1996. године, Веља је био члан Одбора за стамбене послове и Парламентарног одбора за спољне послове. 

### Потпредседник Владе и министар спољних послова
Постављен је за потпредседника Владе и министра спољних послова и заштите животне средине у октобру 1996. године  а на исту функцију је изабран поново у марту 2013. године и на њој остао све до јуна 2017. 
Веља је изразио своју подршку Кампањи за оснивање Парламентарне скупштине Уједињених нација, организацији која води кампање за демократску реформу Уједињених нација и стварање одговорнијег међународног политичког система. 

### Председник Малте
Вељу је владајућа Лабуристичка партија номиновала за функцију председника Малте. Његову номинацију подржала је и Влада и опозициона Националистичка странка .  Демократска странка најавила је своју подршку Вељиној номинацији, али и да ће бојкотовати гласање у знак протеста против уставне измене која захтева двотрећинску већину за избор председника.  . Гласање у парламенту одржано је 2. априла 2019. године, а посланици су гласањем одобрили Вељино именовање као јединог кандидата. 
Након именовања уследило је формално полагање заклетве и именовање Веље за председника 4. априла 2019. 

## Одликовања

### Национална одликовања
- Носилац Националног ордена за заслуге
- Велики мајстор и почасни носилац Националног ордена за заслуге, Малта, орден је стекао доласком на фумнкцију председника Малте
- Велики мајстор Ордена Републике Ксирка и Гијећ

### Страна одликовања
- Почасни витез, командант Ордена св. Мајкла и светог Џорџа(УК)
- Велики крст pro merito melitensi Ордена pro merito melitensi (Суверени малтешки ред)
- Витез Великог крста Ордена Свете Агате (Сан Марино)
- Орден части, велики командир (Република Грчка)